# Véhicule blindé à roues de la Gendarmerie
Le véhicule blindé à roues de la Gendarmerie (VBRG) est le nom le plus courant du Berliet VXB 170 en France. C'est un véhicule blindé de maintien de l'ordre à quatre roues motrices.
Conçu par Berliet à la fin des années 1960, le VXB 170 est adopté en 1972 par la Gendarmerie nationale française qui le met en service à partir de 1974 sous l'appellation de VBRG. Mais il n’est pas retenu pour équiper l’Armée de terre française qui choisit le véhicule de l'avant blindé (VAB) de SAVIEM (groupe Renault) et il connaît un succès limité à l’export. Sa production est arrêtée après seulement 179 exemplaires de série.
Le remplacement du VBRG, évoqué à de nombreuses reprises et plusieurs fois reporté, a fait l'objet de nombreux projets allant de l'achat de machines neuves à la rénovation totale ou partielle de la flotte. En 2019, des expérimentations de rénovations lourdes ont été menées avec les entreprises Turgis et Gaillard Groupe qui a modernisé un VBRG, tandis que l'entreprise OMAT a retrofité un autre VBRG et un VAB,,. Un marché pour la fourniture de 90 véhicules blindés de maintien de l'ordre a finalement été attribué le 27 octobre 2021 à la société Soframe (filiale du groupe Lohr) pour la fourniture de véhicules dérivés de leur modèle ARIVE (ARmored Infantry VEhicle ou véhicule blindé d'infanterie) ,. Le véhicule est finalement nommé « véhicule d'intervention polyvalent de la gendarmerie » (VIPG), ou Centaure.

## Le VXB 170

### Historique
En 1967, Berliet présente à Satory un prototype de véhicule blindé à roues destiné à assurer le transport de personnels pendant des opérations de maintien de l’ordre lors de guérillas urbaines : le BL12.
L’état major de l’armée en achète un pour faire des essais mais choisit le VAB (Véhicule de l'avant blindé) de SAVIEM. 
Pour répondre à l’appel d’offres de la gendarmerie, Berliet améliore le concept en 1969, y intègre ses besoins et maximise l'utilisation de composants de véhicules poids lourds de la marque. Il sera mis en production sous la référence VXB 170 dans l'usine de Bourg-en-Bresse. 170 indique la puissance de sa motorisation (170 ch).
Différentes versions sont proposées pour la Gendarmerie, qui le sélectionne en 1972, ainsi que pour l'armée de Terre et pour l'export. Berliet présentera notamment des prototypes équipés de différents armements : canon de 20 mm, canon de 20 mm bitube pour la défense anti-aérienne, canon de 90 mm, etc.
En 1974, Berliet, qui appartenait à Citroën depuis 1967, est cédé à Renault. La même année, l'armée française choisit le Saviem VAB pour son futur véhicule blindé de transport de troupes et le VXB, quoique moins cher, devient redondant dans l'offre de Renault, ce qui entraînera l’arrêt de sa production.

### Caractéristiques
Le VXB 170 est un véhicule blindé de transport de troupes assez classique construit autour d'une caisse rectangulaire en acier soudée de 8 mm d'épaisseur sur les côtés et le toit et 6 mm pour le plancher.
Ce blindé repose sur une suspension par pont rigide, choisie pour sa robustesse et sa simplicité. Deux essieux moteurs sont présents, supportant chacun deux roues.

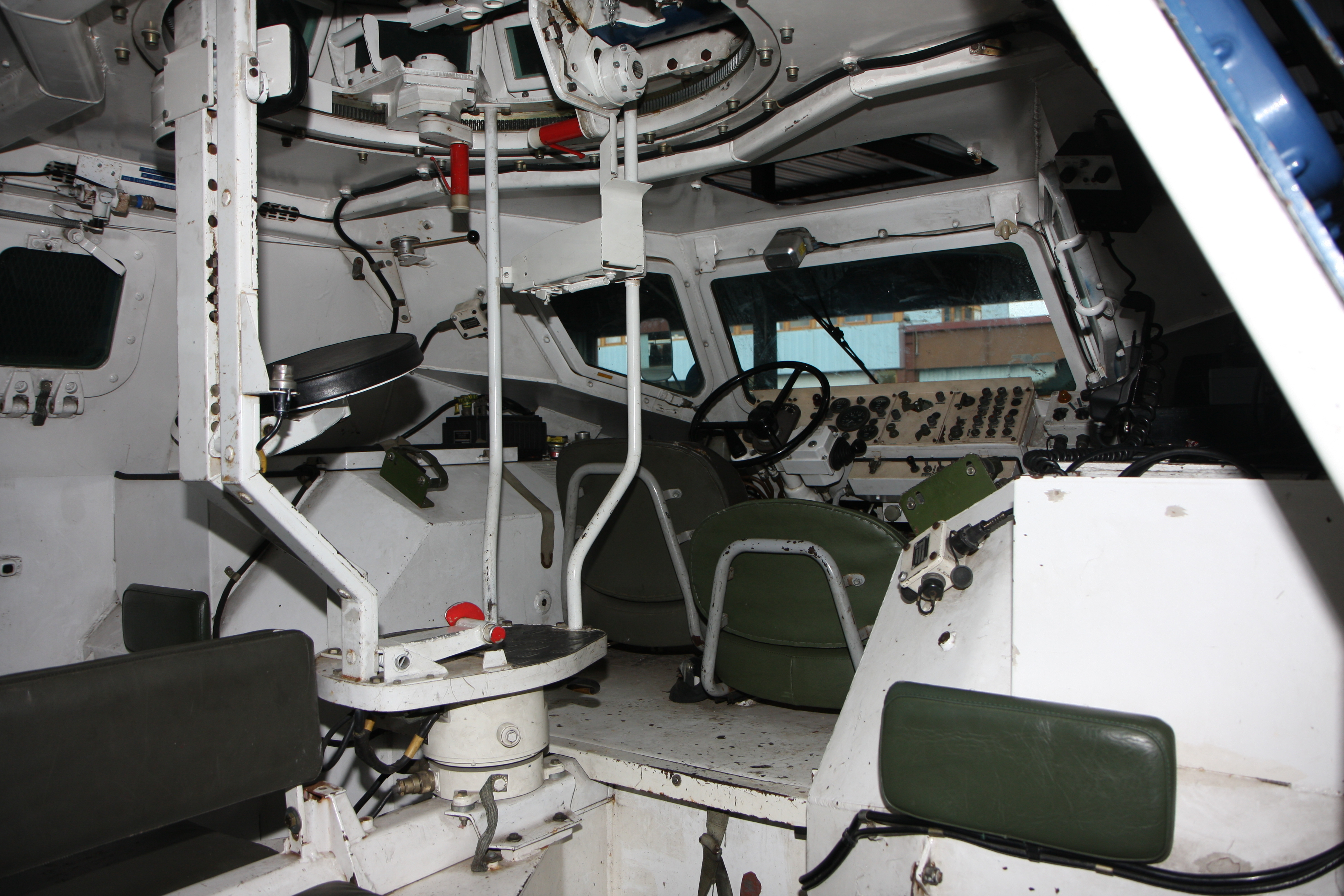
Vue intérieure.

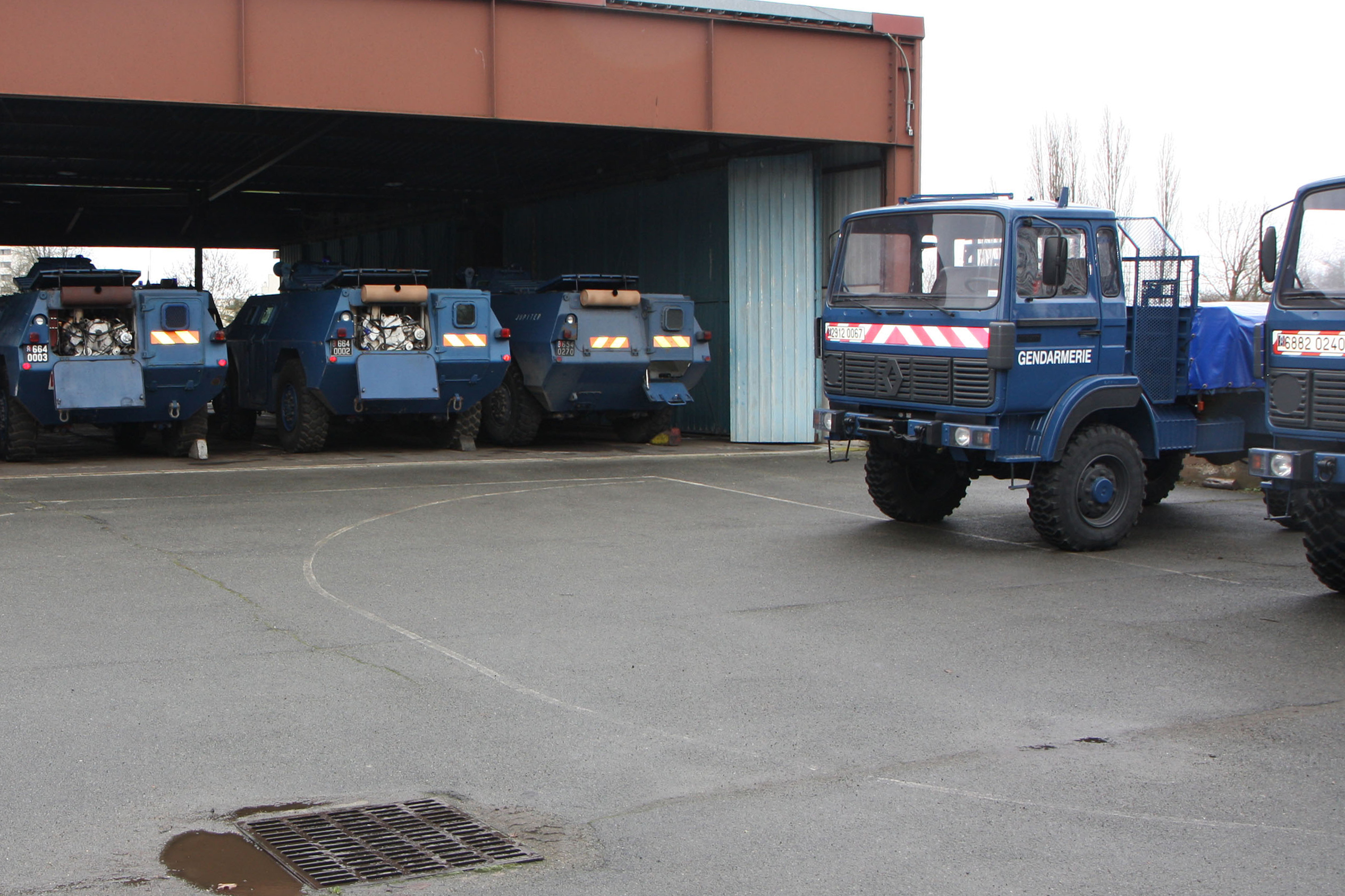
La configuration du véhicule permet l'accès par les côtés et par l'arrière.

Le VXB 170 est équipé du moteur Berliet V800, déjà éprouvé à bord des autobus de la marque. Ce V8, placé à l'arrière gauche du véhicule, développe une puissance maximale de 170 ch.
Le conducteur est situé à l'avant gauche du véhicule. Une deuxième place est installée à sa droite. Le conducteur peut voir la route depuis un grand pare-brise central ainsi que par deux vitres situées de part et d'autre de ce dernier. Des grilles de protection sont installées pour les opérations de maintien de l'ordre. En cas de combat, des volets blindés peuvent être positionnés devant les vitrages. Dans ce cas, la vision se fait par trois épiscopes situés sur le toit.
Derrière eux se situe le poste de l'opérateur de la tourelle. Enfin, un groupe de 6 à 8 hommes peut s'installer sur une banquette double et quatre sièges. L'accès à l'intérieur du véhicule se fait par deux portes latérales et une plus petite à l'arrière, à côté de la trappe du compartiment moteur.
Le VXB peut aborder des pentes de 60 %. Il est amphibie et peut recevoir - en option - des hydrojets (mais ces équipements n'ont été retenus par aucun client).

### Utilisateurs
- France - 155 exemplaires. 86 restaient en service en 2013[12], 71 en 2017[13], 84 en parc en 2020[14].
- Gabon - 12[15]
- Sénégal - 12
- Tunisie - 10[N 1]

## Le VBRG de la Gendarmerie française

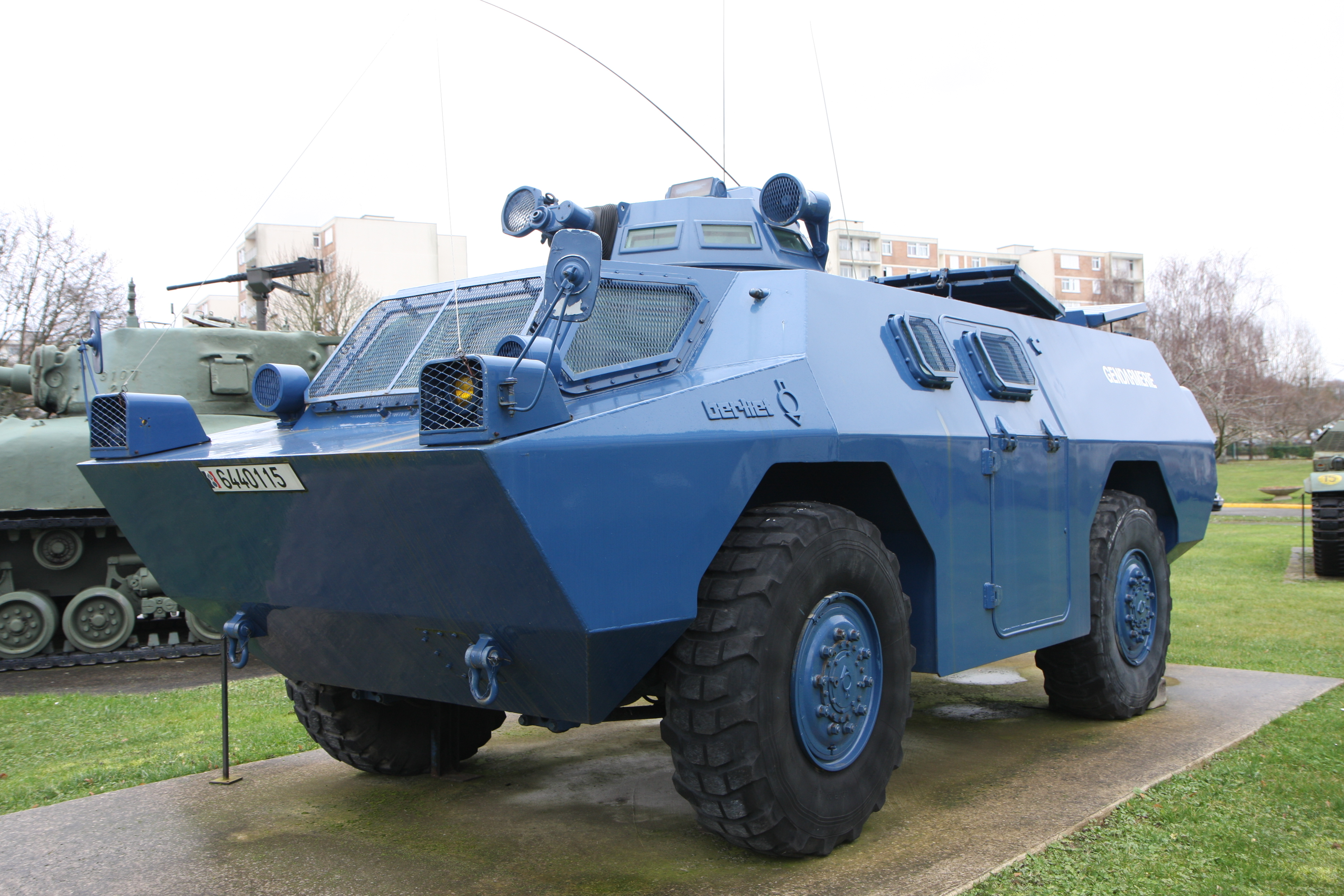
VBRG - vue avant-gauche

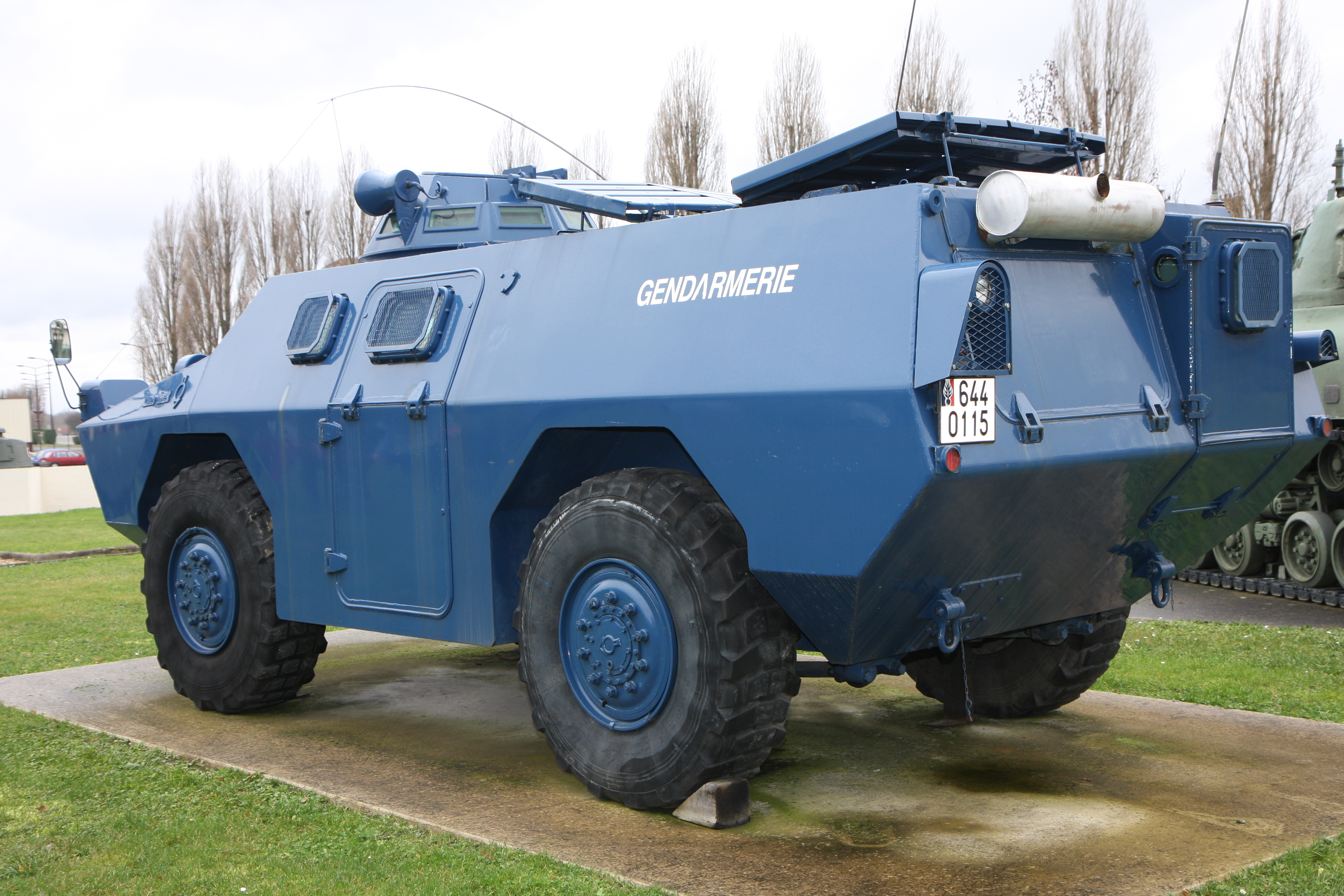
VBRG - vue arrière-gauche

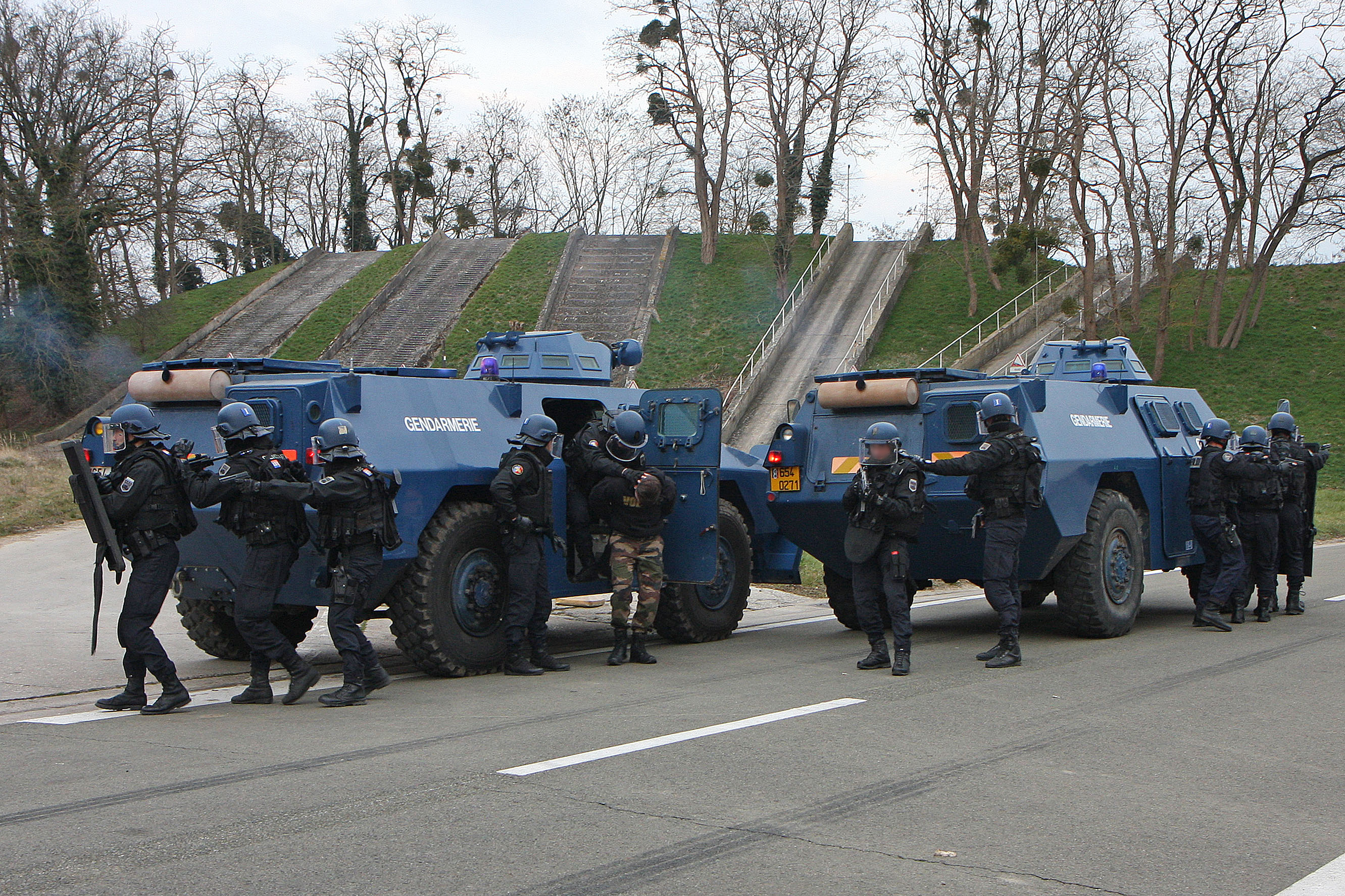
VBRG - Démonstration d'interpellation d'un émeutier.

### Les blindés dans la Gendarmerie
Dès les années 1930, la Gendarmerie s'équipe de véhicules blindés. Elle déploie dès 1931 deux chars et onze automitrailleuses en Corse lors d'une opération d'envergure contre le grand banditisme. La Gendarmerie a par ailleurs suivi avec attention l'emploi de blindés au maintien de l'ordre en Allemagne, d'abord par l'Armée française lors de l'occupation de la Ruhr et de la Rhénanie (et notamment lors des grèves de 1923), puis par la police allemande (notamment lors des émeutes de Berlin en 1929).
En 1933 est créée une première unité blindée : le Groupe spécial de garde républicaine mobile, puis en 1940, la Gendarmerie forme le 45e bataillon de chars de combat qui participe à la campagne de France. Après la guerre, elle dispose de blindés : chars, automitrailleuses et Semi-chenillés (half-tracks en anglais) qui sont destinés aux missions de combat (Défense opérationnelle du territoire ou DOT) ou aux situations extrêmes de rétablissement de l'ordre comme en Algérie.

### Le programme VBRG
Au début des années 1970, se pose le problème du remplacement des semi-chenillés. Mais l'expérience des événements de mai 68, au cours desquels l'utilisation de bulldozers pour détruire les barricades a été concluante,, conduit la Gendarmerie à lancer un appel d'offres pour un engin équipé d'une lame et/ou d'un treuil et dont la mission principale n'est plus le combat mais le maintien de l'ordre. Elle choisira le Berliet VXB au terme d'une compétition qui l'oppose au Panhard M3 de juillet 1971 à janvier 1972.
À partir de 1974, le VXB 170 entre en service dans la gendarmerie mobile sous l'appellation de véhicule blindé à roues de la Gendarmerie (VBRG). 155 exemplaires sont commandés.
Il est mis en service au sein des unités suivantes :
- Le Groupement blindé de gendarmerie mobile (GBGM) de Satory où il équipe initialement trois escadrons à hauteur de treize engins par escadron (quatre par peloton et un pour le chef d'escadron). À l'occasion du retrait de matériels plus anciens, le nombre d'escadrons VBRG sera porté à six puis à huit soit la totalité des escadrons du groupement (ce nombre a été ramené à sept en 2010 lors de la dissolution de l'escadron 19/1).
- Certains escadrons dits « mixtes », basés en province et qui ont été dotés d'un peloton VBRG[N 2] jusqu'au début des années 2000 (ces engins ont été depuis restitués au GBGM).
- Les formations de Gendarmerie en Corse (3 engins en 2020 [22] et dans les départements et territoires d'Outre-mer, dotés de pelotons comptant habituellement entre trois et cinq engins. En mai 2017, 38 sont déployés Outre-mer[23], 37 en 2020[22].
- Le Centre national d'entraînement des forces de gendarmerie de Saint-Astier en Dordogne. Environ 11 engins[22].
- Le camp militaire de Frileuse à Beynes (Yvelines) utilisé par le GIGN avec un engin en 2020[22].

Dans la configuration VBRG, l'équipage (un conducteur, un opérateur dans la tourelle et un chef de bord) est complété par un groupe tactique porté composé de 6 à 8 gendarmes.
La dotation d'un peloton était initialement de quatre engins. Elle a été successivement réduite à trois puis à deux blindés - soit neuf pour un escadron du GBGM au complet (tous les escadrons de gendarmerie mobile sont passés à un format « quaternaire » - soit quatre pelotons par escadron - au début des années 2000).

### Armement
Initialement armé d'une mitrailleuse sur rail circulaire, il sera ensuite doté d'une tourelle monoplace équipée d'une mitrailleuse AN-F1 en calibre 7,62 mm et d'un lance-grenades Cougar 56 mm (après que différentes versions de tourelles et de capots ont été expérimentées). Il peut être également doté d'un disperseur lacrymogène.

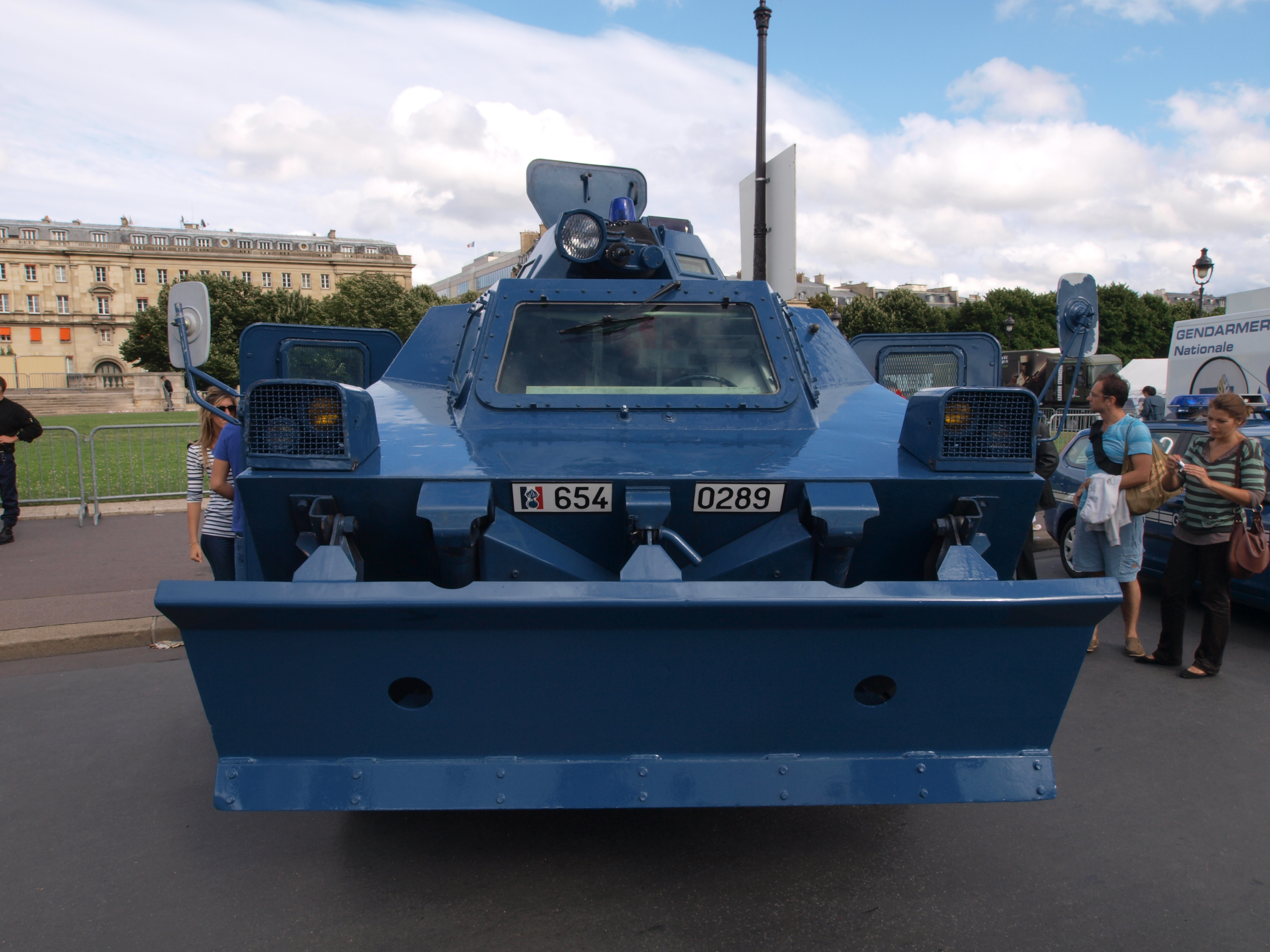
VBRG, version « lame »

La version destinée à l'exportation peut être équipée d'un mortier Brandt Mle CM60A1.

### Variantes

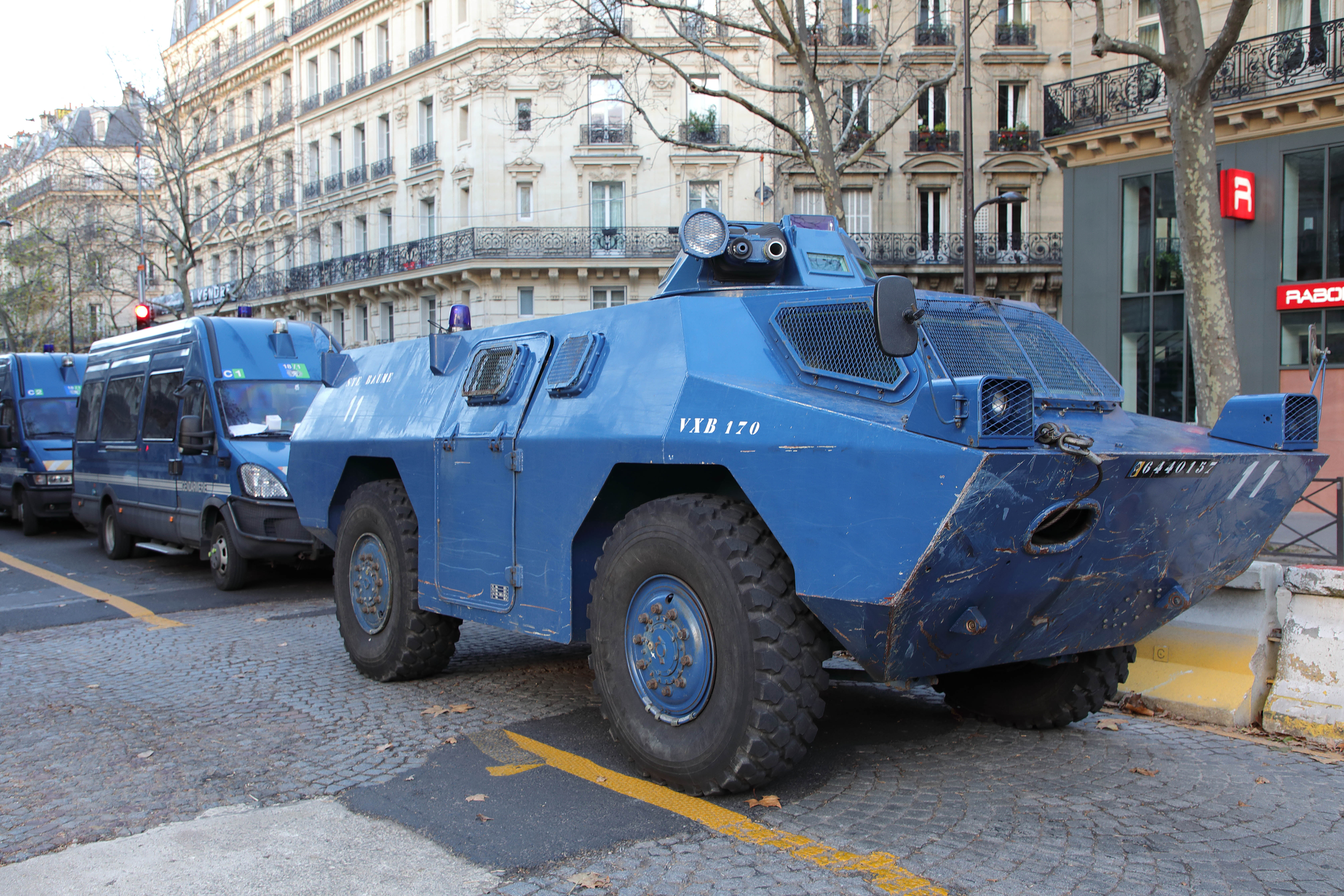
VBRG, version « treuil »

Le VBRG est décliné en quatre variantes :
- VBRG de base ;
- version « lame » avec un boutoir à commande hydraulique à l'avant ;
- version « treuil » dotée d'un treuil à l'avant ;
- version « PC » dotée de moyens radios renforcés, d'une tablette et d'un haut-parleur[N 3].

Les VBRG, exclusivement destinés aux opérations de maintien de l'ordre, reçoivent tous la livrée bleue de la Gendarmerie afin de les distinguer des véhicules de combat.

### Engagements

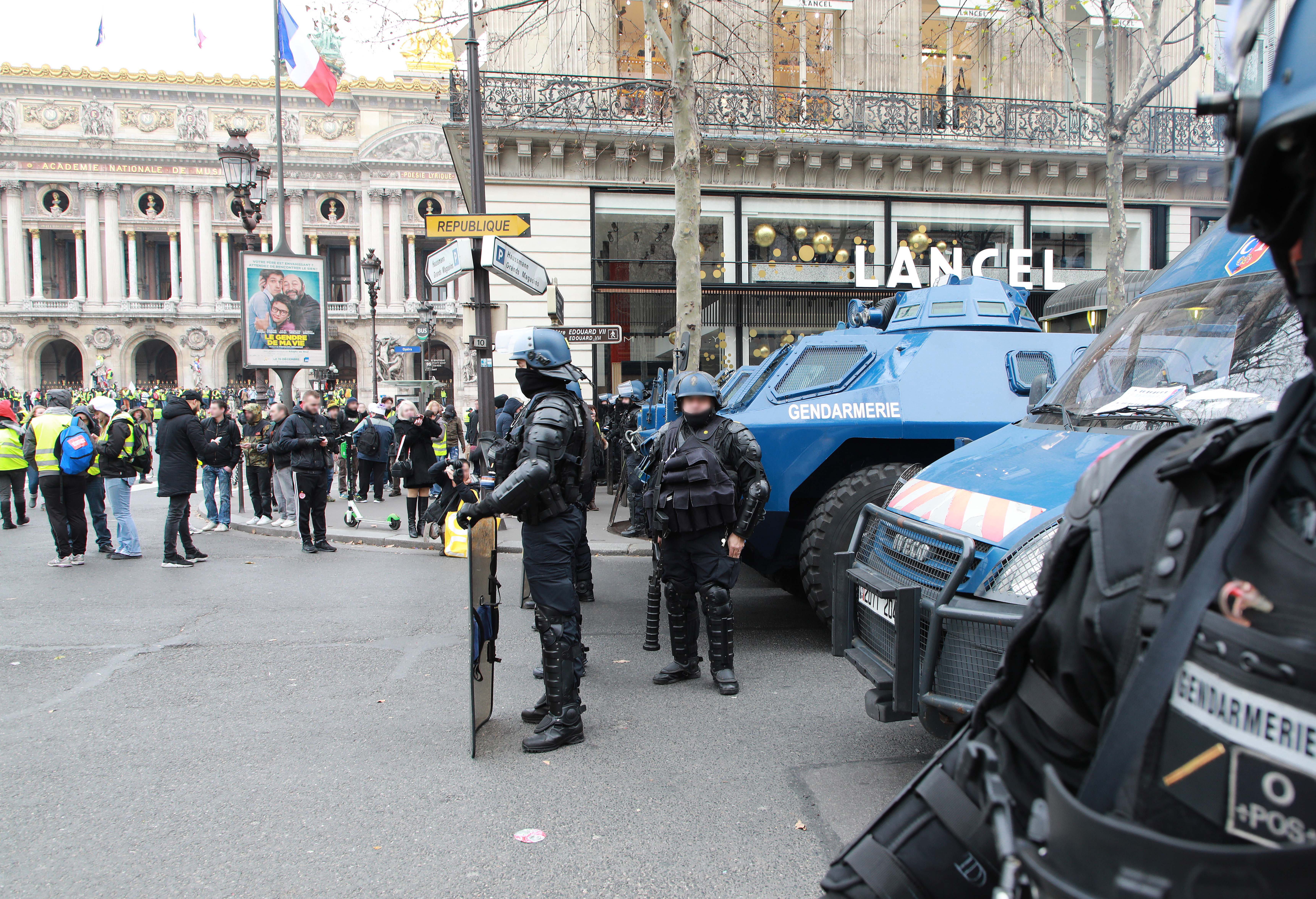
VBRG sur la place de l'Opéra à Paris, le 15 décembre 2018.

Les VBRG ont été régulièrement déployés pour des opérations de maintien de l'ordre dans l'Hexagone, en Corse et outre-mer.
| Évènements                                                                                                   | Lieu                                                                                                   | Date                               | Nombre de blindés        | Sources |
| --- | --- | ---------------------------------- | ------------------------ | ------- |
| Évènements d'Aléria (assaut sur la ferme viticole)                                                           | Corse                                                                                                  | Août 1975                          |                          | [ 26 ]  |
| Émeutes | Ajaccio                                                                                                | 1980                               |                          |         |
| Oppositions aux projets de centrales nucléaires de Plogoff et de Chooz                                       | Plogoff Chooz                                                                                          | 1980 1982                          |                          | [ 25 ]  |
| Évènements en Nouvelle-Calédonie                                                                             | Nouvelle-Calédonie                                                                                     | 1984 - 1988                        |                          |         |
| Déblocage des autoroutes lors du mouvement de protestation de conducteurs routiers contre le permis à points | | 1992                               |                          |         |
| Tempêtes de fin décembre 1999 en Europe                                                                      | | 1999                               |                          | [ 26 ]  |
| MINUK | Kosovo                                                                                                 | 2004 - 2014                        | 4                        | [ 27 ]  |
| Déblocage du port d'Ajaccio                                                                                  | Ajaccio                                                                                                | 2005                               | 2                        | [ 28 ]  |
| Opération Licorne                                                                                            | Côte-d'Ivoire                                                                                          | 2003 - 2016                        | 6                        | [ 29 ]  |
| Vague de froid                                                                                               | Île-de-France                                                                                          | 2010                               | 10                       | [ 30 ]  |
| Maintien de l'ordre à Mayotte                                                                                | Mayotte                                                                                                | 2016                               |                          |         |
| Rétablissement de l'ordre et réouverture de route lors d'affrontement autour de la tribu Saint-Louis         | Le Mont-Dore                                                                                           | 2016 - présent (occasionnellement) |                          |         |
| Démantèlement de la ZAD de Notre-Dame-des-Landes                                                             | Notre-Dame-des-Landes                                                                                  | 2018                               |                          | [ 26 ]  |
| Référendum sur l'indépendance                                                                                | | Novembre 2018                      | 5                        | [ 31 ]  |
| Mouvement des Gilets Jaune                                                                                   | Saint-Louis (La Réunion) Paris Marseille Bordeaux Toulouse Boulou Montpellier Calais Nice Nîmes Amiens | 2018 - 2019                        | 250 déploiements cumulés | ,       |
| Démantèlement d'une ZAD                                                                                      | Saint-Victor-et-Melvieu                                                                                | 09 octobre 2019                    | 2                        | [ 33 ]  |
| Référendum sur l'indépendance                                                                                | Nouvelle-Calédonie                                                                                     | 04 octobre 2020                    |                          |         |
| Mouvement de protestation contre le passe sanitaire et la vaccination contre la Covid-19                     | Guadeloupe Martinique                                                                                  | 2021                               |                          | [ 34 ]  |
| Convoi de la liberté                                                                                         | Paris                                                                                                  | 11 février 2022                    | 4                        | [ 35 ]  |
| Affrontement à Sainte-Soline                                                                                 | Sainte-Soline                                                                                          | 25 mars 2023                       | 2                        | [ 36 ]  |
| Opération Wuambushu                                                                                          | Mayotte                                                                                                | 24 avril 2023                      |                          |         |
| Maintien et rétablissement de l'ordre durant les émeutes consécutives à la mort de Nahel Merzouk             | Metz Rhône Marseille                                                                                   | 30 juin 2023 01 juillet 2023       | 14                       | ,       |
| Évacuation de la ZAD contre le projet d'autoroute A69                                                        | Saix                                                                                                   | 23 octobre 2023                    | 2                        | [ 40 ]  |
| Mouvement des agriculteurs de 2024 en France                                                                 | Rungis                                                                                                 | 28 janvier 2024                    | 6 minimum                | [ 41 ]  |
| Émeutes de 2024 en Nouvelle-Calédonie                                                                        | Nouvelle-Calédonie                                                                                     | Mai 2024                           |                          | [ 42 ]  |

### Remplacement

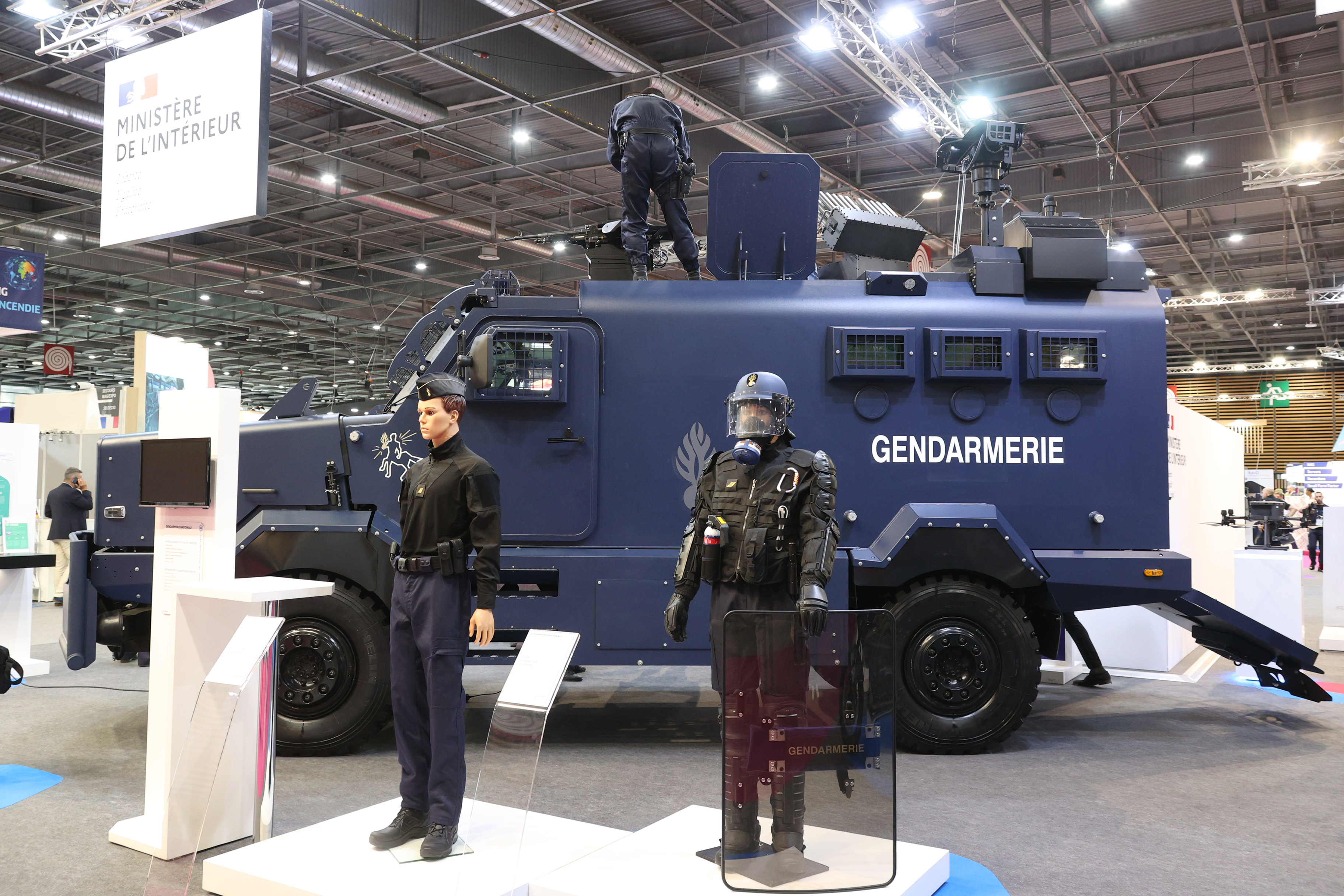
VIPG Centaure de Soframe.

Le programme de remplacement du VBRG, plusieurs fois annoncé, a été lancé une première fois puis annulé en 2007 . Relancé une deuxième fois puis attribué en 2008  ce marché n'a cependant jamais été exécuté faute de financement. Son coût, selon une réponse au projet de loi de finances 2019, aurait été de 45 millions d'euros. 
Pour compléter son parc, la Gendarmerie obtient de l'Armée de terre des véhicules de l'avant blindés (VAB), qu'elle déploie en Afghanistan puis rapatrie en métropole. Elle en redéploie par la suite un certain nombre en Nouvelle-Calédonie.
En 2019, avec la modification par l'entreprise Turgis et Gaillard Groupe d'un exemplaire fourni par la Gendarmerie, c'est la rénovation d'une partie du parc qui est envisagée, avec notamment une remotorisation par un moteur Iveco de 240 CV, une climatisation et des éléments de blindage additionnels. Un VAB a été également rénové et équipé pour servir aux côtés des VBRG.
Finalement, le 7 décembre 2020, un avis de marché annonce un appel à candidatures pour la fourniture et la maintenance de 90 véhicules blindés de maintien de l’ordre neufs, livrables d'ici 2026. 
Le 27 octobre 2021, ce marché est attribué à la société Soframe (filiale du groupe Lohr) pour la fourniture de véhicules dérivés de leur modèle ARIVE (ARmored Infantry VEhicle ou véhicule blindé d'infanterie) ,, Il s'agit d'un véhicule blindé 4×4 de 14,5 tonnes. Les modèles concurrents non retenus (sous réserve d'appel) sont les versions « MO » (maintien de l'ordre) du VBMR-L Serval et du Sherpa Light de la société Arquus. Le véhicule retenu est baptisé « véhicule d'intervention polyvalent de la gendarmerie » (VIPG) ou  « Centaure »,.

## VXB et VBRG dans la culture populaire

### Au cinéma
Deux VXB (ou VBRG ?) apparaissent dans le film La légion saute sur Kolwezi. Mis en œuvre par les rebelles katangais, ils sont neutralisés par les légionnaires parachutistes du 2e régiment étranger de parachutistes au cours de leur intervention.

### Documentaires et reportages
De nombreux reportages ou documentaires illustrent l'engagement des VBRG lors d'entraînements ou opérations de maintien de l'ordre ou d'événements climatiques,.

### Reproduction en miniature
Plusieurs versions du VBRG ont été reproduites en modèle réduit en résine à l'échelle 1/43e par différentes sociétés (CPC productions, Miniatures du Mont-Blanc, Momaco sous la marque Perfex).